# Pascal Letoublon
Pascal Letoublon (* 1997) ist ein französischer Musikproduzent der EDM.

## Leben
Pascal Letoublon lebt in der Nähe von Besançon und komponierte 2017 den House-Song Friendships, den er über das Independent-Label Suprafive Records veröffentlichte. Der Song verbreitete sich viral, unter anderem auf dem asiatischen Markt und erreichte die Shazam Global Charts. Auf YouTube hatte er 75 Millionen Views und insgesamt 40 Millionen Streams.
2020 veröffentlichte die deutsche Sängerin Leony eine Version mit Gesang. Diese wurde im September 2021 schließlich über eine Dance Challenge auf TikTok populär und hievte das Lied auch in die deutschen und österreichischen Charts.

## Diskografie

### Singles
- 2017: Friendships
- 2017: Be With Me
- 2017: Retro Clubbing
- 2018: Fall for You
- 2018: Stay the Night
- 2018: Believe in Me
- 2018: Coming Back Around
- 2019: Without You
- 2020: Palm Springs
- 2020: Nu Disco Master
- 2020: Friendships (Lost My Love) (mit Leony)
- 2021: Feelings Undercover
- 2022: Fall in Love (featuring Maxé & Quizzo)
- 2023: Time After Time (mit Ilira)

### Remixe
- 2021: Sophie and the Giants – Right Now
- 2021: Alana Rich – Taboo

## Auszeichnungen für Musikverkäufe
| Goldene Schallplatte - Brasilien - 2024: für die Single Friendships (Lost My Love) - Italien - 2023: für die Single Friendships (Lost My Love) | Platin-Schallplatte - Polen - 2023: für die Single Friendships (Lost My Love) 3× Platin-Schallplatte - Polen - 2024: für die Single Friendships |

Anmerkung: Auszeichnungen in Ländern aus den Charttabellen bzw. Chartboxen sind in ebendiesen zu finden.
| Land/RegionAuszeichnungen für Musikverkäufe (Land/Region, Auszeichnungen, Verkäufe, Quellen) | Gold     | Platin     | Verkäufe | Quellen             |
| -------------------------------------------------------------------------------------------- | -------- | ---------- | -------- | ------------------- |
| Brasilien (PMB)                                                                              | Gold1    | —          | 20.000   | pro-musicabr.org.br |
| Deutschland (BVMI)                                                                           | Gold1    | Platin1    | 600.000  | musikindustrie.de   |
| Frankreich (SNEP)                                                                            | —        | Platin1    | 200.000  | snepmusique.com     |
| Italien (FIMI)                                                                               | Gold1    | —          | 50.000   | fimi.it             |
| Österreich (IFPI)                                                                            | —        | 2× Platin2 | 60.000   | ifpi.at             |
| Polen (ZPAV)                                                                                 | —        | 4× Platin4 | 200.000  | olis.pl             |
| Insgesamt                                                                                    | 3× Gold3 | 8× Platin8 |          |                     |